# Tapacul cendrós
El tapacul cendrós (Myornis senilis) és una espècie d'ocell de la família dels rinocríptids (Rhinocryptidae) i única espècie del gènere Myornis Chapman, 1915.

## Hàbitat i distribució
Viu entre la malesa del bosc i bambú dels Andes, del centre i est de Colòmbia, Equador i nord del Perú.